# Michael Gier
Michael Gier   (Goldach, 19 de juliol de 1967) és un remer suís, ja retirat, que va competir durant la dècada de 1990.
El 1996 va prendre part en els Jocs Olímpics d'Estiu d'Atlanta, on formant parella amb el seu germà Markus Gier, guanyà la medalla d'or en la prova del doble scull lleuger del programa de rem. En aquests Jocs fou l'abanderat suís en la cerimònia de clausura. Quatre anys més tard, als Jocs de Sydney, fou cinquè en la mateixa prova.
En el seu palmarès també destaquen cinc medalles al Campionat del món de rem, una d'or, una de plata i tres de bronze, entre les edicions de 1992 i 1998.